# Abraham van Cyrrhus
Abraham van Cyrrhus (Arabisch: Ibrahim al-Qureshi) (Cyrrhus, Syrië, ? - Constantinopel, 422) was een Syrisch kluizenaar en bisschop van Carrae, Harran in het huidige Turkije. Hij werd geboren op het einde van de 4de eeuw in Cyrrhus (Syrië), maar werd in Carrhae opgevoed.
Hij predikte het evangelie in de vallei van het Libanongebergte, waar hij als kluizenaar leefde. Later werd hij verkozen tot bisschop van Harran, waar hij hevig werkte om de bestaande criminaliteit en misbruiken te verminderen. Hij stierf in Constantinopel in 422, nadat hij op bezoek was geweest bij Theodosius II.
Zijn feestdag valt op 14 februari.